# اولریش تامسن
 اولریش تامسن (به انگلیسی: Ulrich Thomsen) (زاده ۶ دسامبر ۱۹۶۳) بازیگر دانمارکی است.
از فیلم‌ها یا مجموعه‌های تلویزیونی او، می‌توان به بازی در فیلم‌های دنیا کافی نیست، وزن آب، موجود، بزرگترین قهرمانان، نورهای سوسوزننده، شب انتخابات، فرشته شب، مایک باست: مدیر تیم ملی انگلستان، مکس، مرا به آرامی بکش و بانشی اشاره کرد.